# Climacia triplehorni
Climacia triplehorni is een insect uit de familie sponsvliegen (Sisyridae), die tot de orde netvleugeligen (Neuroptera) behoort. 
Climacia triplehorni is voor het eerst wetenschappelijk beschreven door Flint in 1998.